# Friedrich Wilhelm von Rohdich
Friedrich Wilhelm von Rohdich (né le 22 février 1719 à Potsdam et mort le 23 janvier 1796 à Berlin) est un général d'infanterie prussien et ministre secret d'État et de la Guerre. Avec son testament, il lègue sa fortune à une fondation qui fournit toujours une aide aux soldats et aux employés civils des forces armées allemandes sous le nom von Rohdich'scher Legatenfonds.
À une époque où les institutions sociales étaient rares, le général prussien fait œuvre de pionnier en matière de service à autrui : peu avant sa mort en 1796, Friedrich Wilhelm von Rohdich lègue sa fortune, qui consistait essentiellement en un palais situé sur le Quarree, l'actuelle Pariser Platz à Berlin, au bataillon des grenadiers de la Garde.

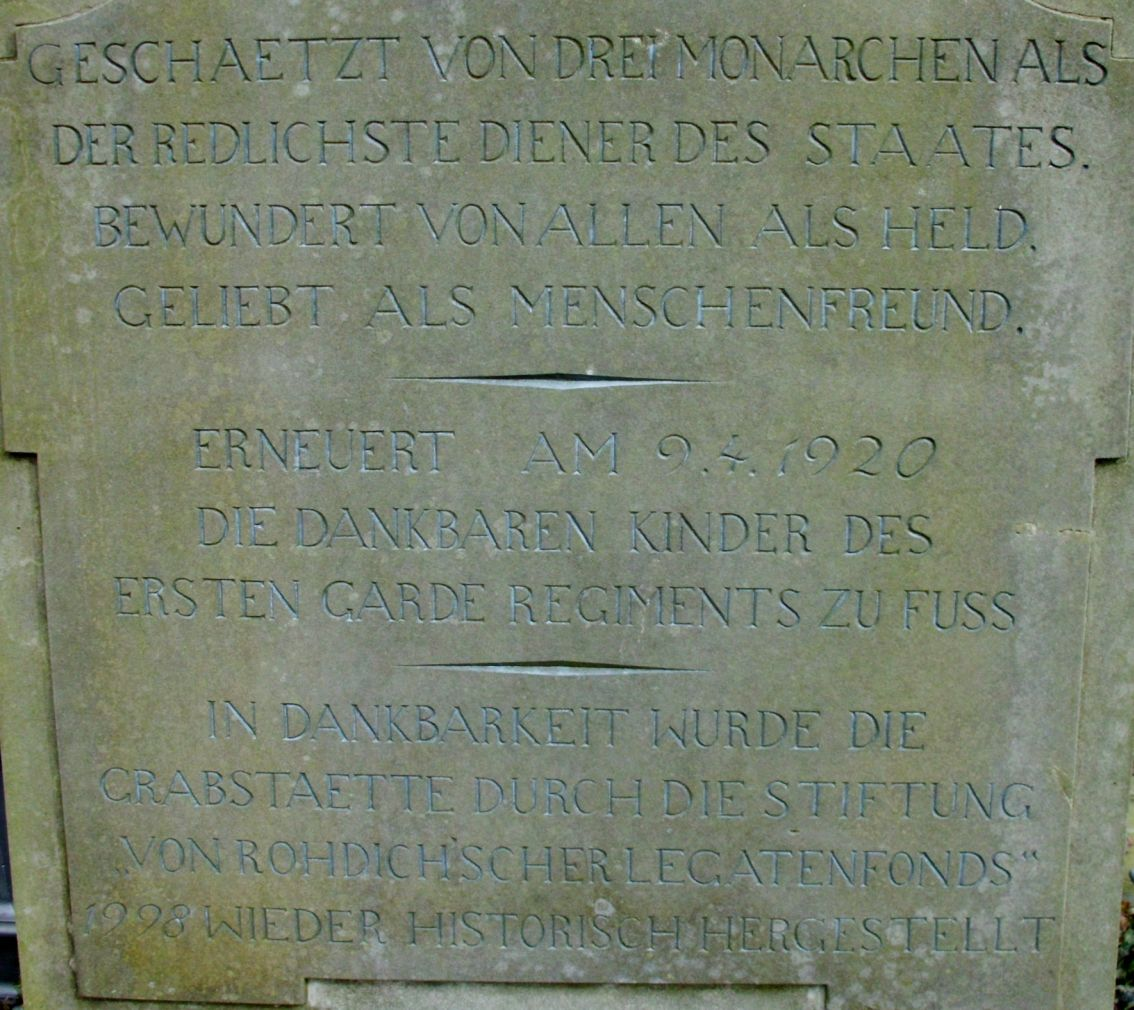
Tombe de Friedrich Wilhelm von Rohdich - inscription de la fondation au dos de la tombe

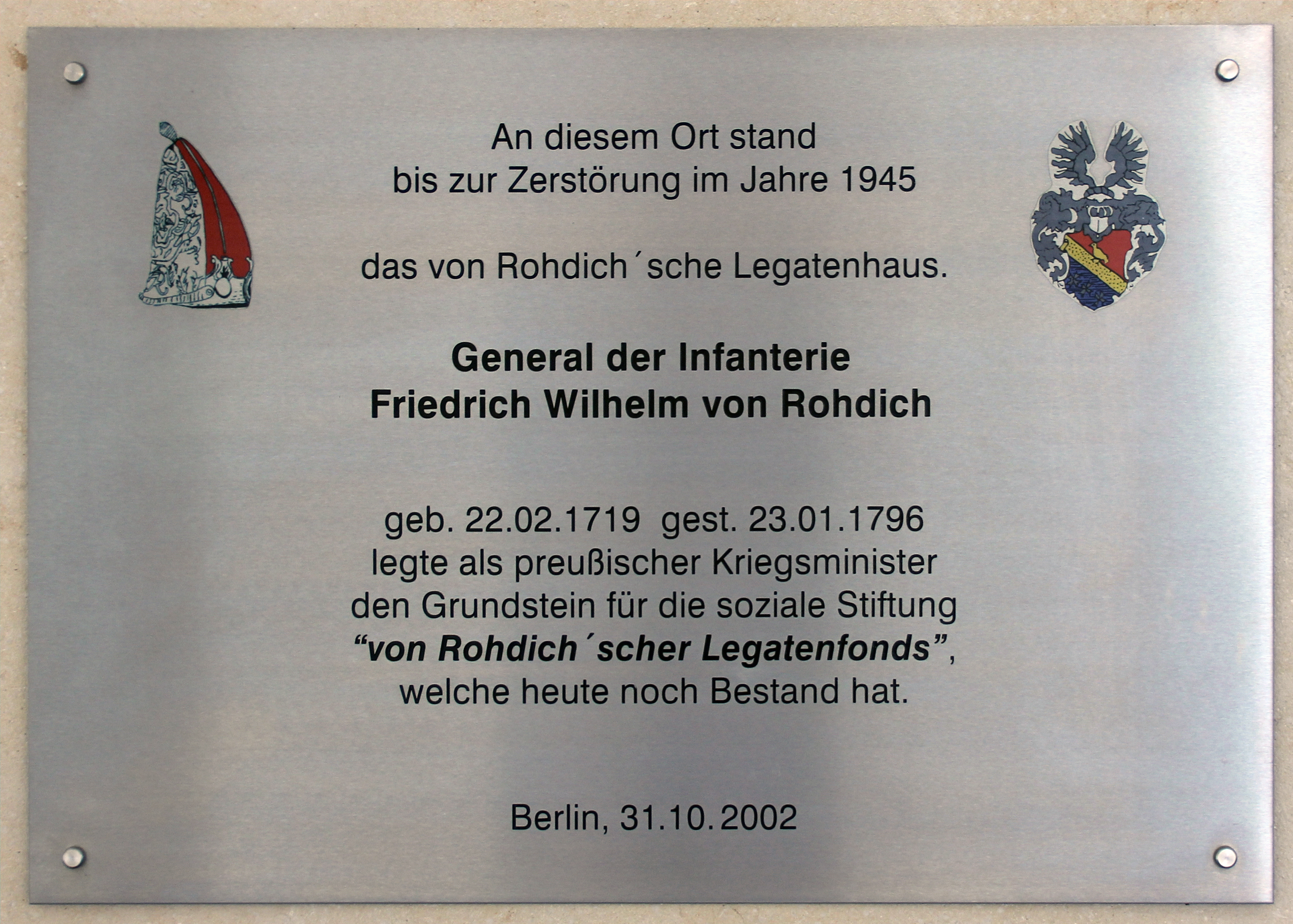
Plaque sur la maison, Pariser Platz 3, à Berlin-Mitte

## Biographie
Friedrich Wilhelm est le fils de Friedrich Johann Bernd Rohdich (mort le 7 novembre 1759) et sa Son père a d'abord servi sous le roi Charles XII de Suède, est capturé à Stralsund en 1715 puis rejoint la Garde de l'armée prussienne en tant que sergent. Plus récemment, il est capitaine et commandant du corps des invalides de Werder.
Rohdich étudie au lycée de Joachimsthal de 1734 à 1736 et est ensuite engagé dans la compagnie personnelle du roi Frédéric-Guillaume Ier. En 1737, il passe ensuite au régiment d'infanterie "Roi". En mai 1757, il reçoit l'Ordre Pour le Mérite pour ses services à la bataille de Prague et reçoit également une prébende à la collégiale Saints-Pierre-et-Paul de Magdebourg (de).
Son comportement courageux et prudent dans diverses campagnes conduit à son avancement rapide dans sa carrière. En 1775, il devint sénéchal d'Emden et en 1776, il succède au défunt von Düringshofen en tant qu'inspecteur général des régiments en Westphalie et capitaine du bureau de Mühlenhof (de).
En tant que commandant de Potsdam, il se consacre principalement au bien-être de la jeunesse, à la construction de l'école de garnison et à l'amélioration de la maison d'éducation pour filles d'officiers pauvres. Il devient plus tard directeur du Grand orphelinat militaire de Potsdam. Il dirige également d'autres institutions royales.

## Disposition testamentaire
Rohdich est marié à Friederike Karoline von Hoffmann, divorcée von Oesfeld (1748-1806). Cependant, son mariage reste sans enfant. Le 21 janvier 1796, le général d'infanterie et ministre prussien de la guerre dicte son testament et décrète ainsi les statuts fondamentaux de la fondation.
"Les revenus de ma maison avec les meubles, que j'ai légués à mon subordonné le bataillon  de grenadiers de la Garde dans les conditions ci-dessus, doivent, comme je le détermine et le détermine par la présente, être utilisés pour le 'temps éternel' uniquement pour l'éducation des enfants du dit bataillon. "
Rohdich est mort à Berlin et est enterré au cimetière des Invalides.

## Le Fonds 1796-1918
Dès lors, le "von Rohdich'sche Legatenhaus", Pariser Platz 3 à Berlin, est louée et le produit de la location sert à financer l'éducation des enfants des membres du bataillon. Après la dissolution du 6e bataillon de grenadiers de la Garde en 1806 (après la bataille d'Iéna), les paiements provenant de l'héritage de von Rohdich sont interrompus du 24 octobre 1806 au 5 décembre 1808 pendant l'occupation de Berlin par les Français. À partir de 1808, la Garde à pied en est bénéficiaire avec deux bataillons. Avec la mise en place d'un 3e bataillon, le nom de régiment de la Garde à pied est changé en 1809. Le nom définitif de 1er régiment à pied de la Garde est donné au régiment le 19 juin 1813. À partir de 1824, une commission d'immédiats du régiment se charge de l'administration des biens. En 1880, les droits d'une personne morale lui sont accordés.

## Le Fonds 1918-1951
Après la dissolution du régiment en 1918, la tradition est transmise au 9e régiment d'infanterie (prussien) qui a été créé entre-temps. La même année, les anciens du 1er régiment à pied de la Garde et les membres du régiment fondent la "Semper talis Bund" (StB). Des officiers et des sous-officiers du régiment et du StB ainsi que deux membres du ministère d'État prussien se chargent de la gestion du "fonds de legs de Rohdich". La gestion est confiée à un sergent du 9e régiment d'infanterie.
Une forte augmentation de la valeur du terrain de Berlin et l'augmentation des revenus locatifs qui en résulte permettent l'acquisition de trois autres biens immobiliers à Potsdam. Jusqu'en 1945, chaque enfant d'un sous-officier, d'un gradé de l'équipe et d'un fonctionnaire du service moyen du 9e régiment pouvait bénéficier d'une aide mensuelle à la formation de 30 marks chacun.
La fin de la Seconde Guerre mondiale marque également un tournant pour le fonds. Le conseil d'administration de la fondation et le Semper talis Bund s'efforcent certes de poursuivre l'action sociale, mais en 1951, c'est tout d'abord la fin : la fondation est dissoute par les autorités de la RDA et ses biens sont confisqués par l'État.

## 1953-1993
Depuis 1972, le Semper talis Bund, réactivé en 1953 à Essen, de préserver les preuves des droits de propriété sur les biens de la fondation. Heinz-Günter Jansen, directeur de la Semper talis Bund de 1972 à 2010 et directeur du fonds de legs von Rohdich depuis 1993, est l'un de ceux qui accompagnent et organisent ce processus qui dure plusieurs décennies. Lors de la procédure de sauvegarde des preuves, il est constaté que le Semper talis Bund représente à juste titre la fondation. Dès 1961, l'entretien des traditions des régiments susmentionnés a été transféré au bataillon de garde du ministère fédéral de la Défense (de).
Mais tous ces efforts auraient été vains si la réunification n'avait créé de manière inattendue de nouvelles conditions et ouvert de nouvelles opportunités.

## 1993 à aujourd'hui
En 1993, le ministère fédéral de la Défense révoque la dissolution de la fondation en 1951 et prend en charge la surveillance de la fondation. Le "Semper talis Bund" donne naissance à un comité directeur propre au fonds de legs, composé de trois soldats actifs et de trois anciens soldats du bataillon de garde auprès du ministère fédéral de la Défense, ainsi que du directeur. Le président du conseil d'administration est depuis 1995 le colonel Albrecht Schwabe. Une longue procédure de restitution et un procès administratif à Berlin n'aboutissment pas à la restitution espérée de l'ensemble des biens de la fondation. Le ministère fédéral des Finances fait valoir sa revendication sur une grande partie des actifs devant les tribunaux. Des fonds mis à disposition par une banque permettent néanmoins à la fondation de poursuivre la volonté du général von Rohdich.

## Missions de la fondation
Depuis, la fondation, qui a conclu une coopération avec l'œuvre d'entraide des soldats de la Bundeswehr (de) et l'œuvre sociale de la Bundeswehr (de) et qui est membre corporatif de l'association allemande de la Bundeswehr e. V., agit pour le bien des membres de la Bundeswehr. La liste des institutions soutenues est longue. Outre la fondation Heinz-Volland (fondation caritative de la BundeswehrVerbandes), elle comprend les institutions susmentionnées, l'aide aux tumeurs des soldats et les "enfants en détresse dans les familles de la Bundeswehr". De nombreuses aides sont accordées aux membres de la Bundeswehr et à leurs familles. Un financement de départ permet de mettre en place la crèche de la caserne Julius-Leber de Berlin. Une salle sociale pour les patients de longue durée est créée à l'hôpital de la Bundeswehr de Berlin (de). Et la fondation met en place un programme de vacances pour permettre aux enfants de parents moins fortunés de partir en vacances. Lors de la crue de l'Elbe en août 2002, le soutien de la fondation est également été sollicité. À cette occasion, il est possible d'apporter une aide dans environ 200 cas, en collaboration avec les autres organisations d'aide de la Bundeswehr. Bien entendu, les zones d'intervention sont traditionnellement les régions de Berlin-Potsdam et de Cologne-Bonn. En outre, des demandes de soutien peuvent également être faites par l'ensemble de la Bundeswehr, par exemple par l'intermédiaire des supérieurs, des services sociaux ou des aumôniers militaires.
L'objectif de la fondation permet également d'encourager la remise en état ou la rénovation de biens historiques de valeur sous le terme de "promotion de l'idée de patrie". C'est ainsi que la tombe du général von Rohdich, fortement endommagée, a pu être restaurée à l'identique dans le cimetière des Invalides à Berlin. Grâce à de multiples mesures, le conseil d'administration de la fondation réussit à faire connaître la fondation au sein de la Bundeswehr. En 1997, la possibilité s'est présentée de louer un bâtiment étroitement lié à la caserne Julius Leber, puis de l'acheter en 2007. Plus tard, le siège de la fondation, actuellement à Cologne, doit être rapatrié à Berlin.